# Društvo za jezičke resurse i tehnologije
Društvo za jezičke resurse i tehnologije (JeRTeh) je udruženje koje se bavi promocijom, popularizacijom i unapređivanjem svih grana jezičkih tehnologija na naučnom, stručnom i praktičnom nivou.
Članovi društva su stručnjaci iz različitih naučnih oblasti - lingvistike, informatike, matematike, veštačke inteligencije, bibliotekarstva, leksikografije, itd. Oni se bave razvojom jezičkih resursa i alata, najviše za srpski jezik. Jedna od oblasti kojima se Društvo bavi jesu Lingvistički povezani otvoreni podaci. 

## Seminar Društva za jezičke resurse i tehnologije
Društvo redovno organizuje Seminar Društva za jezičke resurse i tehnologije na kome predavači dele aktuelna saznanja i predstavljaju rezultate rada u oblasti.